# АМ-стерео
AM-стерео — термин, обозначающий ряд взаимно несовместимых форматов стереофонического радиовещания в диапазонах длинных, средних и коротких волн с использованием амплитудной модуляции (АМ) при сохранении совместимости со стандартными приемниками. Следует выделить два главных способа передачи: системы с независимыми боковыми полосами (ISB), продвигаемые главным образом американским радиоинженером Леонардом Р. Каном и мультиплексированные системы с квадратурной амплитудной модуляцией (QAM) (которые концептуально ближе к FM-стерео).
Первоначально радостно принятое многими коммерческими AM-радиовещательными компаниями в середине-конце 1980-х годов, AM-стереовещание вскоре начало приходить в упадок из-за недостатка приемников (большинство стереорадиоприёмников «AM/FM» по факту принимают только FM-стерео), растущего перехода музыкальных радиовещательных компаний на FM, сосредоточение немногих оставшихся станций в руках крупных корпораций и исключение музыки с AM-станций в пользу новостей/ток шоу или спортивных трансляций. К 2001 году большинство бывших АМ-стереовещателей прекратили его или полностью ушли с AM-диапазонов.

## История

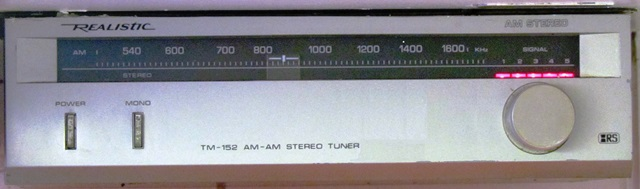
AM-стереоприёмник

Ранние эксперименты с AM-стереовещанием представляли собой две отдельные станции, транслирующие левый и правый аудиоканалы. Эта схема была не очень практичной, поскольку требовала от слушателя использования двух отдельных приемников. Синхронизация была проблематичной и часто приводила к эффекту «пинг-понга» между двумя каналами. Прием двух станций также, вероятно, был разным, так как многие слушатели использовали приёмники разных моделей.
FM-стерео было впервые запущено в 1961 году. В Соединенных Штатах FM обогнал AM в качестве доминирующего радиовещания в конце 1970-х — начале 1980-х годов.
- 1924: WPAJ (ныне WDRC[англ.]) ведет стереотрансляцию из Нью-Хейвена, штат Коннектикут, с использованием двух передатчиков: один на 1120. кГц, а другой на 1320 кГц.[1] При этом разделение стереоканалов было плохим, чтобы сохранить совместимость для слушателей с моноприёмниками.[2]
- В 1950-х годах было предложено несколько AM-стереосистем (включая оригинальную систему RCA AM/FM, которая позже стала системой Belar в 1970-х годах), но FCC не предложила никакого стандарта, поскольку в то время AM всё ещё доминировал над FM.
- 1960: AM-стерео впервые продемонстрировано на XETRA-AM[англ.], Тихуана, Мексика, с использованием независимых боковых полос Кана.
- 1963: WHAZ (AM)[англ.] запускает стереопрограмму на восьми AM-станциях.
- 1980: После пяти лет тестирования пяти систем Федеральная комиссия по связи США (FCC) выбрала систему Magnavox в качестве официального AM-стереостандарта.[3] Исследование FCC сразу же обвинили в ошибочности и неполноте.
- 1982: После серии судебных исков и обвинений FCC решает предоставить право выбора рынку и аннулирует сертификацию Magnavox как стандарта AM-стерео по политическим причинам. Белар выбыл из гонки AM-стерео из-за проблем с искажениями в приемнике, оставив C-QUAM от Motorola, систему от Harris Corporation, Magnavox и систему независимых боковых полос Kahn/Hazeltine.
- 1984: General Motors, Ford, Chrysler и ряд импортных автопроизводителей начинают устанавливать стереоресиверы C-QUAM AM в автомобили, начиная с 1985 модельного года. Корпорация Harris отказывается от своей AM-стереосистемы и поддерживает C-QUAM (Harris продолжает производить оборудование C-QUAM и сегодня).
- 1985: В Австралии официально начинается AM-стереовещание со стандартом C-QUAM.
- 1988: Канада и Мексика принимают C-QUAM в качестве стандарта для AM-стерео.
- 1992: Япония принимает C-QUAM в качестве стандарта для AM-стерео.
- 1993: FCC делает C-QUAM AM-стереостандартом для станций в США, а также предоставляет «стереопредпочтение» радиостанциям, запрашивающим переход на расширенный AM-диапазон[англ.] (1610—1700 кГц), хотя от таких станций никогда не требовалось вести передачу в стереорежиме.
- 1993: Начало программы сертификации AMAX[англ.]. Она должна была установить официальный промышленный стандарт для высококачественных AM-радиоприемников с более широкой полосой пропускания звука для более точного приема сильных сигналов и, опционально, AM-стерео C-QUAM. Несмотря на наличие приемников AMAX от таких компаний, как Sony, General Electric, Denon и сертифицированных AMAX автомобильных радиоприемников от американских и японских автопроизводителей, большинство производителей электроники не хотели внедрять более дорогостоящую конструкцию AMAX-тюнера в свои радиоприемники, поэтому большинство AM-радио сегодня остаются в моно с ограниченным качеством воспроизведения.
- С 2006 г. по настоящее время: AM-стерео обретает новую жизнь благодаря поддержке декодирования C-QUAM в большинстве ресиверов, предназначенных для HD Radio[англ.]. Эти новые цифровые радиоприемники принимают AM-стереосигналы, хотя AM-передатчики теперь ограничены полосой 10 кГц, а HD-приемники переключают левый и правый каналы при декодировании C-QUAM стереосигнала.